# ۳۴۷ (پیش از میلاد)
۳۴۷ (پیش از میلاد) ۳۴۷مین سال قبل از تقویم میلادی است.